# Marapoama
Marapoama este un oraș în São Paulo (SP), Brazilia.